# Международный саммит по климату 2021 года
Международный саммит по климату 2021 года — виртуальный саммит по климату, проведённый 22–23 апреля 2021 года, и организованный администрацией Джо Байдена с участием лидеров из разных стран.

## Приглашённые страны
| Приглашённые страны | Представители                                                   |
| ------------------- | --------------------------------------------------------------- |
| ЮАР                 | Президент Сирил Рамафоса                                        |
| Германия            | Канцлер Ангела Меркель                                          |
| Антигуа и Барбуда   | Премьер-министр Гастон Браун                                    |
| Саудовская Аравия   | Король Салман ибн Абдул-Азиз Аль Сауд                           |
| Аргентина           | Президент Альберто Фернандес                                    |
| Австралия           | Премьер-министр Скотт Моррисон                                  |
| Бангладеш           | Премьер-министр Шейх Хасина                                     |
| Бразилия            | President Jair Bolsonaro                                        |
| Бутан               | Премьер-министр Лотай Церинг                                    |
| Канада              | Премьер-министр Джастин Трюдо                                   |
| Чили                | Президент Себастьян Пиньера                                     |
| Китай               | Генеральный секретарь Коммунистической партии Китая Си Цзиньпин |
| Колумбия            | Президент Иван Дуке Маркес                                      |
| Республика Корея    | Президент Мун Чжэ Ин                                            |
| Дания               | Премьер-министр Метте Фредериксен                               |
| ОАЭ                 | Президент Халифа ибн Заид Аль Нахайян                           |
| Испания             | Премьер-министр Педро Санчес                                    |
| Франция             | Президент Эмманюэль Макрон                                      |
| Габон               | Президент Али Бонго Ондимба                                     |
| Индия               | Премьер-министр Нарендра Моди                                   |
| Индонезия           | Президент Джоко Видодо                                          |
| Израиль             | Премьер-министр Биньямин Нетаньяху                              |
| Италия              | Премьер-министр Марио Драги                                     |
| Ямайка              | Премьер-министр Эндрю Холнесс                                   |
| Япония              | Премьер-министр Ёсихидэ Суга                                    |
| Мексика             | Президент Андрес Мануэль Лопес Обрадор                          |
| Нигерия             | Президент Мохаммаду Бухари                                      |
| Норвегия            | Премьер-министр Эрна Сульберг                                   |
| Новая Зеландия      | Премьер-министр Джасинда Ардерн                                 |
| Польша              | Президент Анджей Дуда                                           |
| Кения               | Президент Ухуру Кениата                                         |
| Великобритания      | Премьер-министр Борис Джонсон                                   |
| Маршалловы Острова  | Президент Дэвид Кабуа                                           |
| ДР Конго            | Президент Феликс Чисекеди                                       |
| Россия              | Президент Владимир Путин                                        |
| Сингапур            | Премьер-министр Ли Сяньлун                                      |
| Турция              | Президент Реджеп Эрдоган                                        |
| Вьетнам             | Президент Нгуен Фу Чонг                                         |

## Ход саммита
Саммит занял два дня и проходил по нижеследующему расписанию.

### День первый
Саммит начался с выступления Джо Байдена с сообщением уменьшения в 2 раза парниковых выбросов США к 2030 году, после чего со своими объявлениями выступили представители Японии, Канады, Индии, Аргентины, Великобритании, ЕС, Южной Кореи, Китая, Бразилии, ЮАР и России.

### День второй
Второй день саммита был посвящён внедрению инновационных технологий в области климата, где со своими объявлениями выступили представители Дании И ОАЭ. Также Билл Гейтс запустил программу Breakthrough Energy Catalyst для привлечения государственного, частного и филантропического капитала к расширению масштабов важнейших развивающихся технологий, а Политехнический институт Ренсселера объявил о создании Института энергетики, искусственной среды и интеллектуальных систем для декарбонизации городских систем.

## Результаты
Результаты саммита были охарактеризованы Climate Action Tracker как «шаг вперёд в борьбе с изменением климата».
Наиболее важные обязательства были взяты США, Соединённым Королевством, Европейским союзом, Китаем и Японией. На саммите администрация Байдена представила новый определяемый на национальном уровне вклад в Рамочную конвенцию Организации Объединенных Наций об изменении климата (РКИК ООН), согласно Climate Action Tracker, «самый большой климатический шаг, сделанный любым правительством США в истории».
На саммите администрация Байдена запустила ряд коалиций и инициатив по ограничению изменения климата и оказанию помощи в уменьшении его последствий, в частности Глобальную инициативу по борьбе с изменением климата, призванную помочь странам с низким уровнем дохода достичь этих целей, а также Форум производителей «Чистого нуля с участием Канады, Норвегии, Катара и Саудовской Аравии, вместе это составляет 40% мировой добычи нефти и газа».

### США
На саммите Байден объявил, что выбросы парниковых газов Соединёнными Штатами сократятся на 50–52% относительно уровня 2005 года к 2030 году. В целом, обязательства, принятые на саммите, сокращают разрыв между текущими обязательствами правительств и целевым показателем Парижского соглашения в 1,5 градуса Цельсия на 12–14%. Если обещания будут выполнены, выбросы парниковых газов сократятся на 2,6–3,7% по сравнению с обещаниями до саммита. 

### Бразилия
Бразилия пообещала прекратить обезлесение к 2030 году и достичь углеродной нейтральности к 2050 году. Они также представили план действий по «быстрому продвижению к обращению вспять обезлесения», через 12 месяцев при необходимости будут предоставлены ресурсы.

### Япония
Япония обязалась сократить выбросы на 46% к 2030 году по сравнению с уровнем 2013 года (вместо 26% ранее) и достичь нулевого уровня выбросов к 2050 году.

### Канада
Канада обязалась сократить выбросы на 40–45% к 2030 году по сравнением с уровнем 2005 года (вместо 30% ранее).

### Индия
Индия подтвердила свою прежнюю цель по установке 450 гигаватт возобновляемых источников энергии к 2030 году. Совместно с США было создано «Партнёрство между Индией и США по вопросам климата и чистой энергии на период до 2030 года».

### Россия
Россия обязалась значительно сократить свои выбросы в ближайшие 30 лет, призвала к глобальному сокращению выбросов метана.

### Китай
Китай подтвердил свои обязательства по достижению пика выбросов к 2030 году и углеродной нейтральности к 2060 году. Также Китай согласился сотрудничать с США в вопросах климата. Обязалась строго контролировать сжигание угля к 2025 году и сократить его с 2026 года.

### Южная Корея
Южная Корея обязалась прекратить финансирование проектов за рубежом, связанных с углём.

### Великобритания
Великобритания обязалась сократить парниковые выбросы на 78% к 2035 году.

### Евросоюз
ЕС объявил о закреплении в законодательстве цели по сокращению выбросов по меньшей мере на 55% к 2030 году и на 100% к 2050 году.
В начале мая 2021 года Climate Action Tracker опубликовал более подробный отчёт о значении саммита. Согласно ему, саммит вместе с обещаниями, взятыми с сентября 2020 года, снизит ожидаемое повышение температуры к 2100 году на 0,2°C. Если все обещания будут выполнены, температура повысится на 2,4°C. Однако, если температура останется такой, как сейчас, она поднимется на 2,9°C. В самом оптимистичном сценарии, если страны выполнят также обязательства, которые не являются частью Парижского соглашения, температура повысится на 2,0°C.